# ブルガリア・東ローマ戦争
ブルガリア・東ローマ戦争（ブルガリア・ひがしローマせんそう）は、東ローマ帝国と第一次ブルガリア帝国、第二次ブルガリア帝国との間に行われた戦争。680年から1355年まで断続的に戦闘が行われた。

## ブルガール人の進出
大ブルガリアを築いたクブラト・ハーンの死後、ブルガール人の各部族は分裂し、東方のハザール人の攻撃を受けて西方に落ち延びるように進出していったそのうちの一つである、アスパルフに率いられたブルガール人部族はドナウ川のデルタ地帯に拠点を築き、現地のスラブ人と同盟関係を築いた。これを脅威と見た東ローマ皇帝コンスタンティノス4世は680年にブルガール人を討伐したが敗北してしまい（オングロスの戦い）、逆にモエシアを占領されてしまった。東ローマはブルガール人の移住と建国を正式に認めるという条約を結んだ。

## 8世紀
アスパルフの跡を継いだテルヴェルはユスティニアヌス2世の復位を助けて、東ローマと友好的な関係を築いた。717年のアラブ人のコンスタンティノープル包囲戦には東ローマに援軍を送り、ウマイヤ朝の軍勢を打ち破っている。だが、両国の友好関係はコンスタンティノス5世が即位して終わりを告げた。コンスタンティノス5世は幾度もブルガリアに攻撃を加え、763年のアンキアロスの戦いではテレツ・ハーンを打ち破った。775年に病没するまでコンスタンティノス5世はブルガリアと戦い続けた。その孫のコンスタンティノス6世もブルガリアに侵入したが、これはブルガリア軍が撃退に成功している。

## クルムの時代
アヴァール人の勢力が弱まっているのを見たクルムは、805年にアヴァール領に進行して勢力を拡大させた。さらに南へ転戦して東ローマ領のセルディカ（ソフィア）を奪取した。ブルガリアの増長を見た東ローマ皇帝ニケフォロス1世は、失地を回復しようとブルガリアに侵攻し、811年にブルガリアの首都プリスカを破壊したが、その帰途でブルガリア軍の攻撃を受けて戦死した。東ローマ軍を打ち破ったクルムは、さらにトラキア奥地へ侵入して残存の東ローマ軍に連戦連勝し、コンスタンティノープルを包囲したこともあったが、これを落とすことはできず、814年に死亡した。クルムの後継者のオムルタグは30年の和平を結んだ。

## シメオン1世の時代
ブルガリアはボリス1世の時代に、東ローマの圧力によって正教を受け入れた。ボリス1世の子のシメオン1世は当初、修道士として育てられた。修道士の教育を受けるためにコンスタンティノープルに留学していたこともあるが、兄が異教復活を図って反乱を起こし廃嫡されたため、ボリス1世の跡を次いで894年にブルガリア王に即位した。当初は東ローマと平穏な関係を保っていたシメオンだったが、東ローマ側がブルガリアとの交易所をコンスタンティノープルから突如テッサロニキに変えて、税を引き上げてしまった。この措置に怒ったシメオンはただちに軍事行動を起こし、マケドニアに進入して東ローマ軍を撃破した。東ローマ帝国はブルガリアの後方にいたマジャール人と同盟を結んでブルガリアを攻撃した。するとシメオンはマジャール人の東方にいたペチェネグ人と同盟を結び、マジャール人を挟撃して敗走させ、さらに896年にブルガロフュゴンで東ローマ軍に勝利し、東ローマに貢納金を支払う義務を負わせた。
912年に即位したアレクサンドロスは人気取りのため、ブルガリアへの貢納金支払いを停止した。このためシメオンは再び東ローマ帝国に攻め込み、コンスタンティノープルを包囲した。そして急死した皇帝アレクサンドロスに代わって交渉した総主教ニコラオスによって「皇帝」と認められ、コンスタンティノープルに入場して即位式を果たし、913年に「ローマ人とブルガリア人の皇帝」と称した。しかし、総主教ニコラオスをクーデターで追い落とした皇后ゾエ・カルボノプシナはシメオンの戴冠を取り消し、ブルガリアに敵対的な姿勢を見せた。917年に東ローマ帝国はブルガリアに攻め込んだが、シメオンはアケロオスの戦いでこれを打ち破った。さらに翌年にはギリシャ北部へ進入している。しかし、シメオンはコンスタンティノープルの大城壁を越えることはできず、東ローマの同盟国となったセルビア人やクロアチア人との戦いに追われ続け、927年に病死した。シメオン死後のブルガリアは急速に衰退し、969年にニケフォロス2世フォカスが呼び寄せたキエフ・ルーシの軍勢によって滅ぼされた。

## サムイルの時代
その後、ブルガリアは東ローマの支配下に置かれたが、地方長官（マケドニア伯）の息子だったサムイルら4人の兄弟は、ヨハネス1世死後の東ローマの内紛に乗じてブルガリアで反乱を起こした。当初サムイルはバシレイオス2世の討伐軍も撃退し、東ブルガリアを占領していた東ローマ軍を駆逐するなど大きな成果を挙げたが、アナトリアの反乱を鎮圧して混乱を収めた東ローマ軍に徐々に領土を侵食されていき、ブルガリアの貴族や将軍の寝返りも相次いだ。1014年にサムイルはクレディオン峠の戦いで東ローマ軍に大敗北を喫し、その年の10月に病死した。サムイルの息子のガブリル・ラドミルはその後も東ローマと戦いを続けたが、彼も病死し、最後のブルガリア皇帝イヴァン・ヴラディスラフも戦死し、ブルガリアは1018年に東ローマに滅ぼされた。

## 主な戦い
- オングロスの戦い
- プリスカの戦い
- メセンブリアの戦い
- ヴェルシニキアの戦い
- アドリアノープルの戦い (813年)
- スペルヒオス川の戦い
- プレスラフの戦い
- クレディオン峠の戦い
- ペタル・デリャンの蜂起
  - テーベの戦い
  - オストロボの戦い
- クロコトニツィアの戦い